# Eudiaptomus vulgaris
Eudiaptomus vulgaris är en kräftdjursart som först beskrevs av Schmeil 1898.  Eudiaptomus vulgaris ingår i släktet Eudiaptomus, och familjen Diaptomidae. Arten är reproducerande i Sverige.

## Bildgalleri

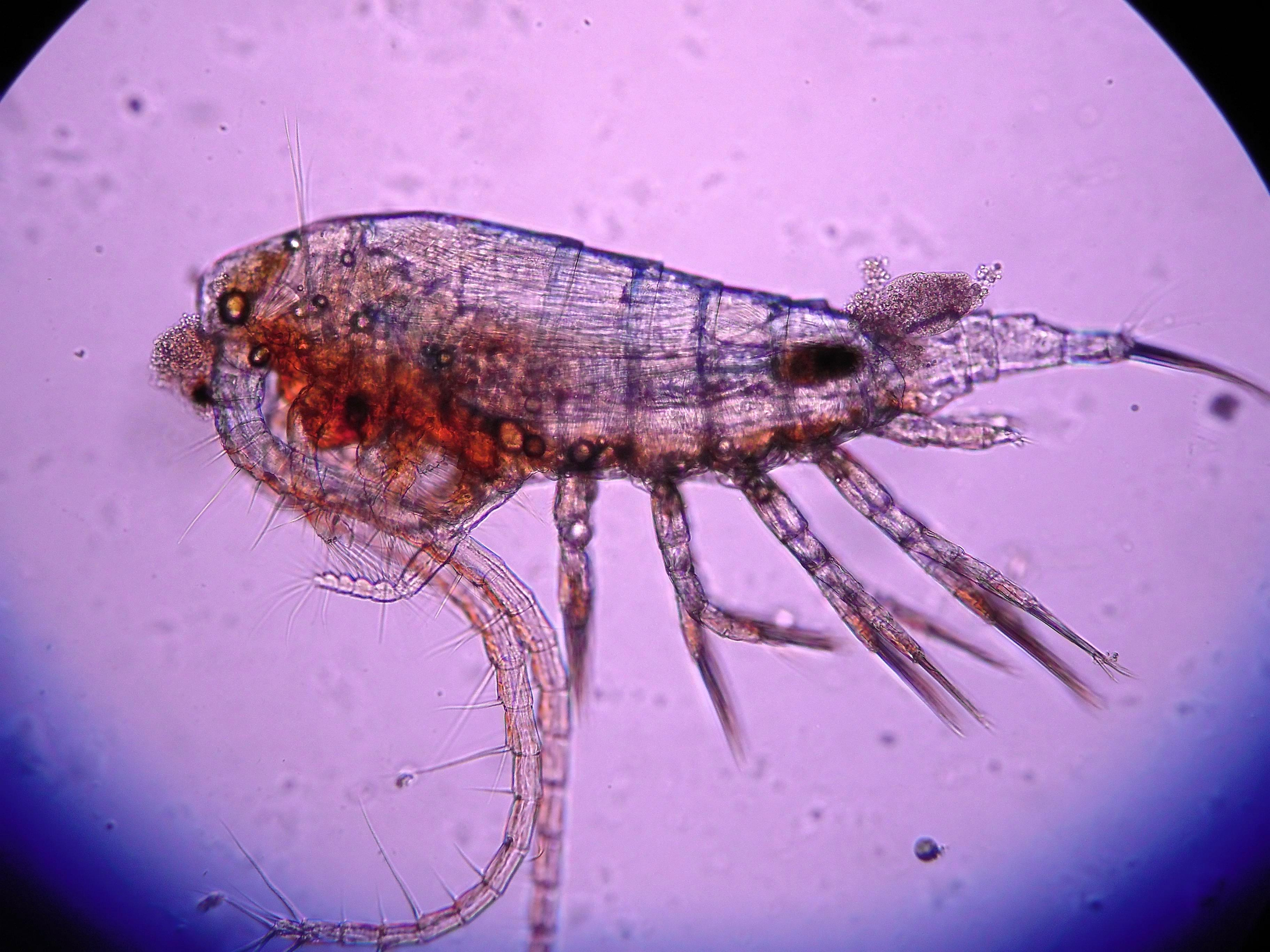